# オーバーラントミ山
もしかして
- オーバーラント三山

ではありませんか？